# VivaColombia
VivaColombia — колишня бюджетна авіакомпанія Колумбії зі штаб-квартирою в Медельїні, що працює у галузі комерційних авіаперевезень всередині країни. Перший лоу-костер Колумбії.
Припинила діяльність 27 лютого 2023 року

Портом приписки авіакомпанії і її головним транзитним вузлом (хабом) є міжнародний аеропорт імені Хосе Марії Кордови в Медельїні, як основний пункт призначення використовується міжнародний аеропорт імені Рафаеля Нуньєс у Картахені.

## Загальні відомості
VivaColombia експлуатує повітряні судна однієї моделі Airbus A320. На прес-конференції керівництва перевізника, що відбулася 10 листопада 2011 року, було оголошено про плановану заміні двигунів всіх літаків авіакомпанії на більш економічні двигуни виробництва фірми CFM.
У планах VivaColombia організація 32 регулярних маршрутів всередині Колумбії і 12 міжнародних маршрутів до країн Центральної, Південної Америки і півдня Сполучених Штатів.

## Маршрутна мережа
У травні 2013 року маршрутна мережа регулярних перевезень авіакомпанії VivaColombia складалася з наступних пунктів призначення:
- Колумбія
  - Апартадо — аеропорт імені Антоніо Рольдана Бетанкура
  - Баранкілья — міжнародний аеропорт імені Ернесто Корстіссоса
  - Богота — міжнародний аеропорт Ель-Дорадо
  - Букараманга — міжнародний аеропорт Палонегро
  - Калі — міжнародний аеропорт імені Альфонсо Бонілья Арагону
  - Картахена — міжнародний аеропорт імені Рафаеля Нуньєс
  - Медельїн — міжнародний аеропорт імені Хосе Марії Кордови — хаб
  - Монтерия — аеропорт Лос-Гарсонес
  - Перейра — міжнародний аеропорт Матеканья
  - Сан-Андрес-і-Провіденсія — міжнародний аеропорт імені Густаво Рохаса Пінільї

## Флот

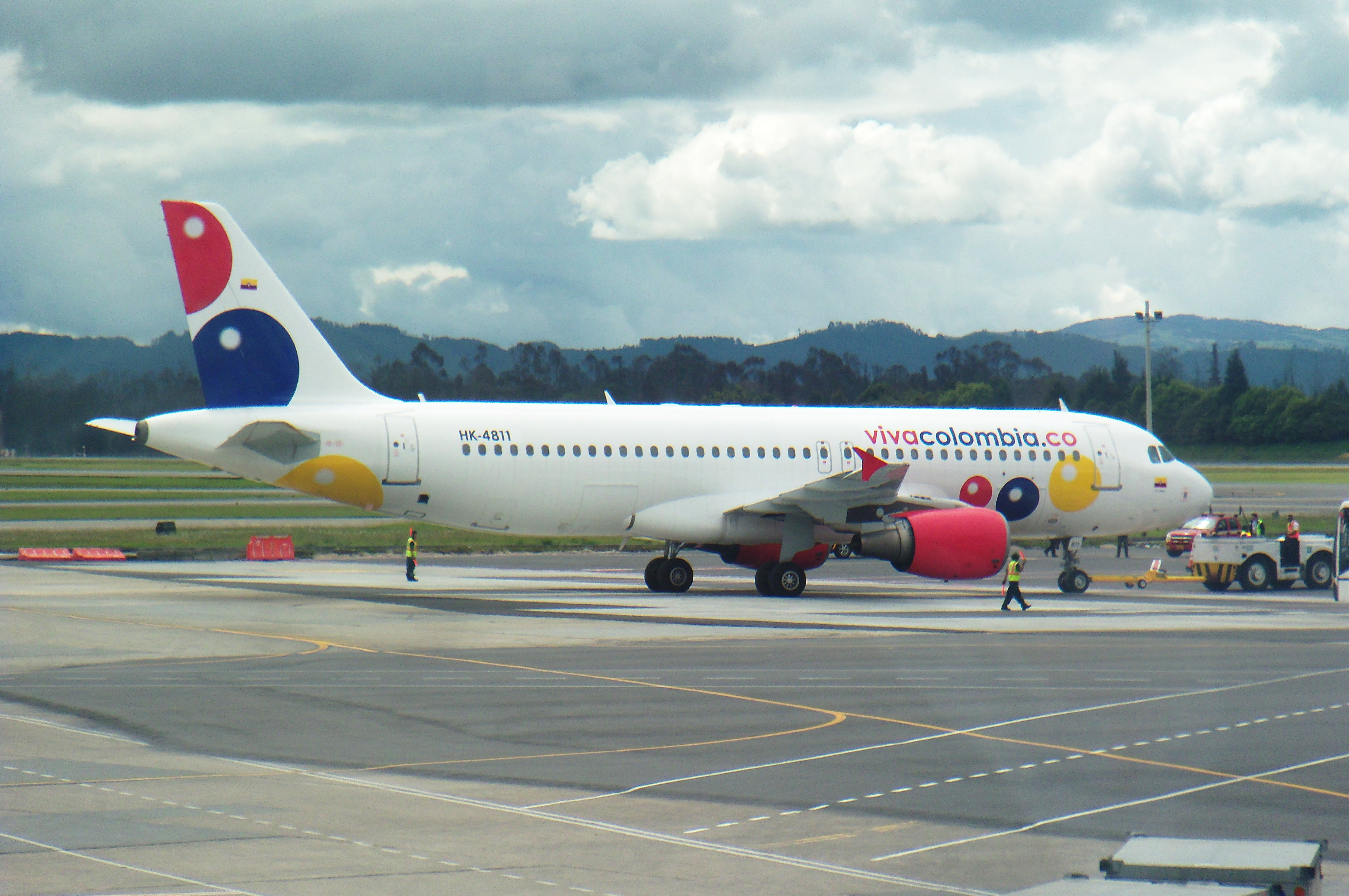
Airbus A320 авіакомпанії VivaColombia

У червні 2014 року повітряний флот авіакомпанії складали наступні літаки: